# Arnaut de Quintenac
Arnaut de Quintenac o Quentinac (fl. XII secolo) è un trovatore occitano del XII secolo proveniente probabilmente dal Limosino.
I diversi studiosi a volte tendono a confonderlo o identificarlo con altri nomi di trovatori: Arnaut de Tintignac, Guiraut de Quintenac e Lemozi. Sembra possibile che siano esistiti due omonimi trovatori con questo nome e ciò potrebbe avere indotto in errore il compilatore del manoscritto, attribuendo l'opera dell'uno all'altro che ne era privo. Saverio Guida ipotizza che Guiraut non fosse altro che Lemozi, non identificabile con Bernart de Ventadorn, ma con il suo maestro e predecessore. A sostegno di questa tesi adduce la testimonianza di Matfre Ermengau, il quale attribuisce "Lo Joi comens en un bel mes" a Quintinhac che egli chiama erroneamente Guiraut de Quintinhac.